# Терпилово (Ярославская область)
Терпилово  — деревня Охотинского сельского поселения Мышкинского района Ярославской области.
Деревня стоит на удалении около 1 км от левого, западного берега реки Юхоть, она — предпоследний населённый пункт Мышкинского района вверх по левому берегу Юхоти. Терпилово стоит на левом берегу ручья длиной около 2 км, который огибает её с запада и юга. С другой стороны этого ручья в его устье стоит деревня Володино. Выше Воложино по течению Юхоти на левом берегу, на удалении около 1,5 км стоит деревня Городищи, находящаяся уже в Угличском районе.  Вокруг Терпилово и Володино сельскохозяйственные угодья, за которыми начинаются леса. Дорога от Терпилово следует по левому берегу через Раменье и Костюрино к федеральной автомобильной трассе Р104.
На 1 января 2007 года в деревне Терпилово числилось 6 постоянных жителей . Деревню обслуживает почтовое отделение, находящееся в селе Охотино .